# Área salvaje Priest
El área salvaje Priest (en inglés: Priest Wilderness) es un área salvaje de los Estados Unidos situada en el distrito Glenwood, en los bosques nacionales de George Washington y Jefferson. El área salvaje está situada justo al sur del río Tye, del área salvaje Three Ridges, y de la Virginia State Route 56. El área salvaje comprende 5963 acres (23,17 km²) y unos rangos de altitud desde los 305 m en el río Tye hasta los 1238 m en la cumbre de la montaña The Priest.
La selva se encuentra protegida por el Servicio Forestal de los Estados Unidos.

## Recreación
El sendero de los Apalaches es el único camino dentro de los límites de esta área salvaje. El sendero de los Apalaches aquí es mantenido por el Natural Bridge Appalachian Trail Club, un club de mantenimiento de senderos afiliado a la Appalachian Trail Conservancy. El AT sube cerca de 3100 pies (945 m) a lo largo de sus más de 4,3 millas (6,9 km). Hay un refugio del sendero de los Apalaches en el interior del área salvaje, el Shelter Priest, cerca de la homónima cumbre de la montaña The Priest.